# کاوینگتن (کنتاکی)
کاوینگتن (به انگلیسی: Covington) شهری در ایالت کنتاکی کشور ایالات متحده آمریکا است که جمعیت آن در سرشماری سال ۲۰۱۰ میلادی، ۴۰٬۶۴۰ نفر بوده‌است.

## نگارخانه

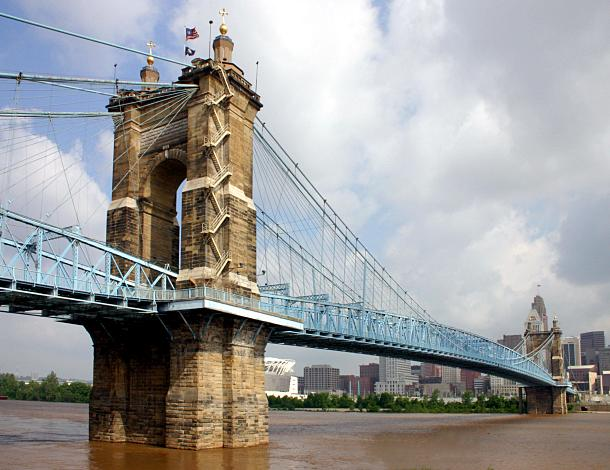
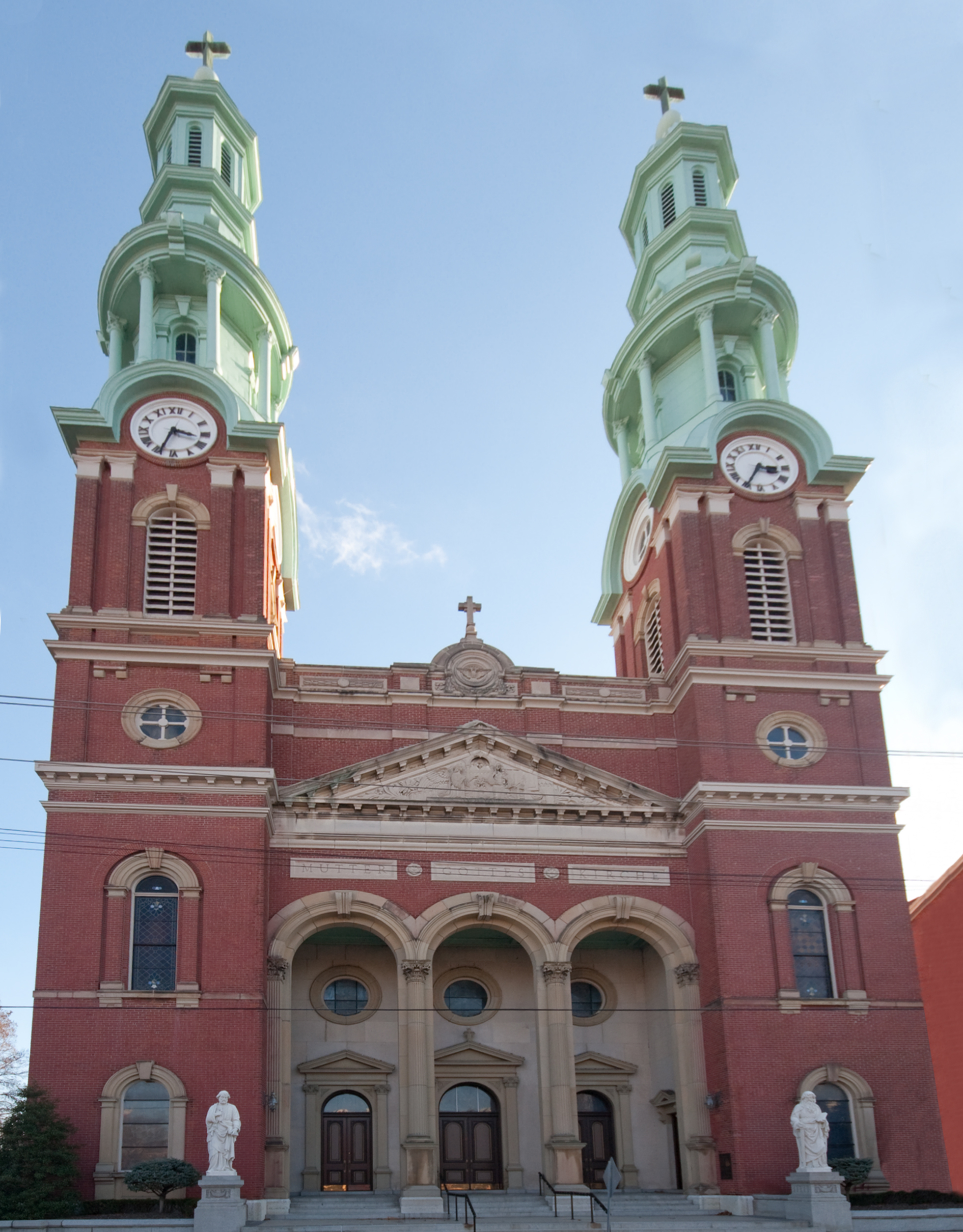
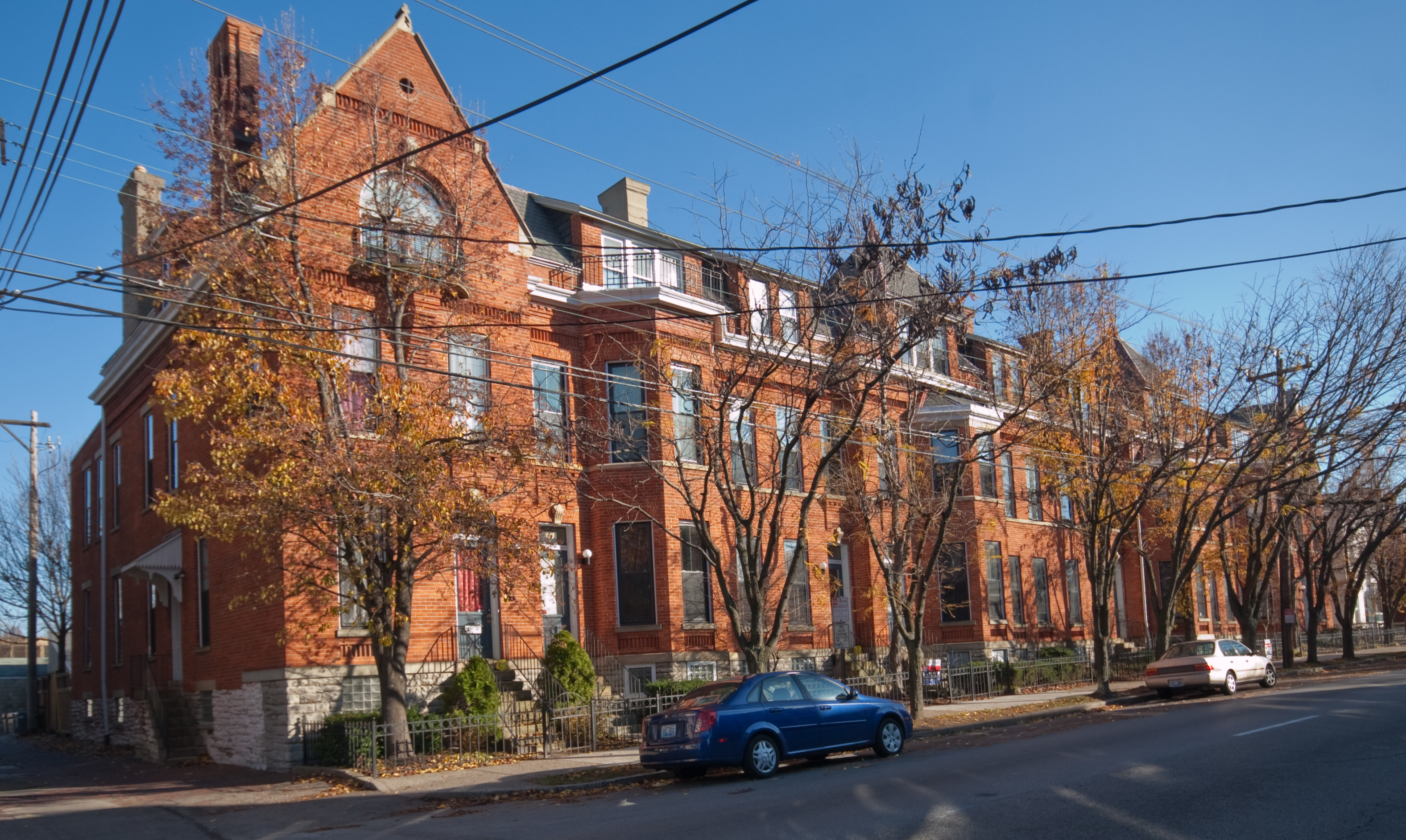
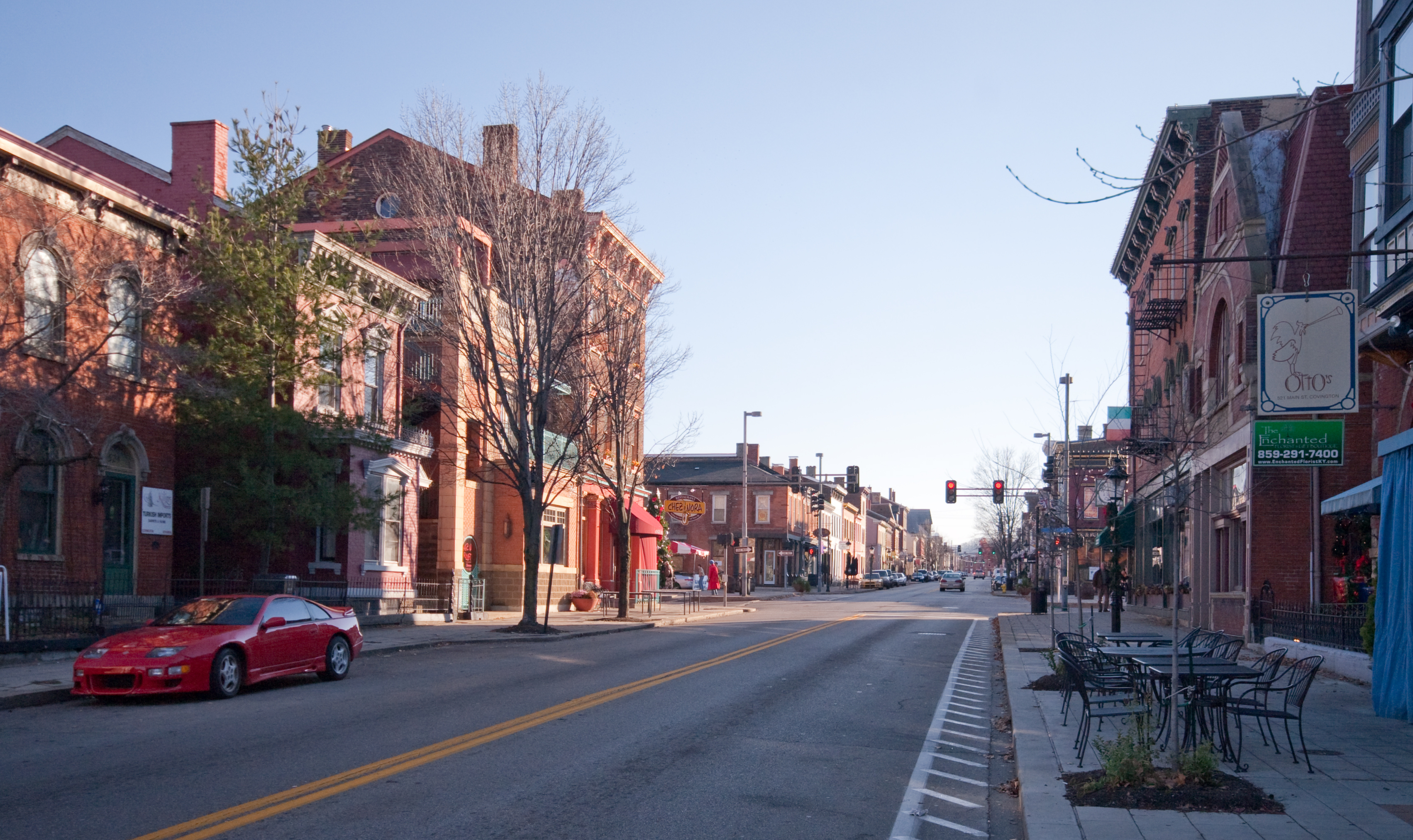
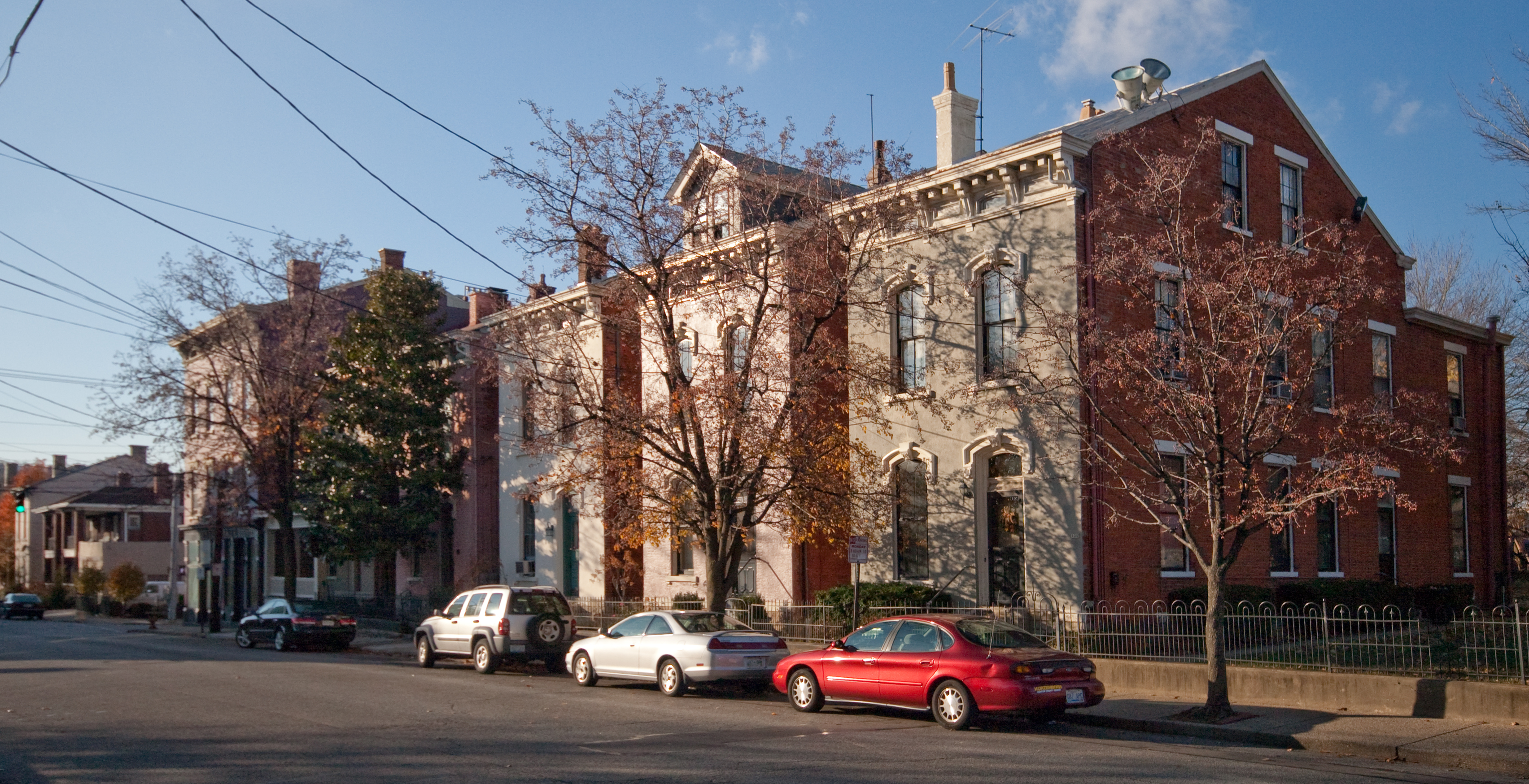